# Vlamingstraat (Brugge)

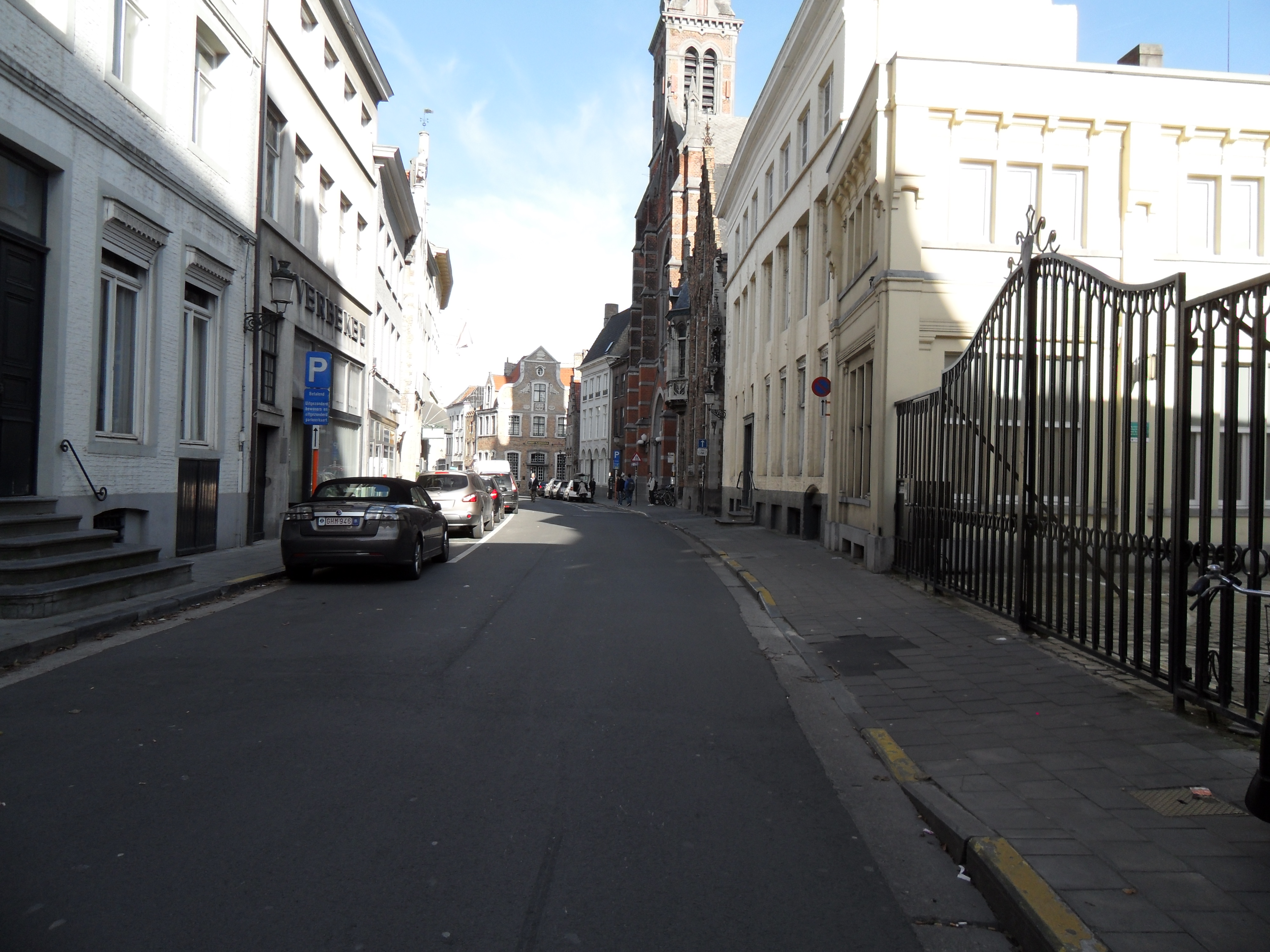
De Vlamingstraat voorbij het oude Beursplein, richting Vlamingbrug.

De Vlamingstraat is een straat in Brugge.

## Beschrijving
De Vlamingstraat was een populaire naam, want er zijn er acht met die naam geweest in Brugge:
- 't Vlaemynckstraetkin in de Belsebutstraat (nu Balsemboomstraat);
- 't Vlamyncstraetkin bi de Angwaeretstrate (nu Hauwerstraat);
- 't Vlaemyncstraetkin bi de Speiepoort, aan het einde van de Potterierei;
- 't Vlaemincstraetkin in de Oude Gentweg, alsoo men keert ten groeninghewaard;
- Cleen Vlaemincstraetkin in de Nieuwe Gentweg;
- Vlaminctraetkin, bi Nestkinne;
- Corte Vlamincstraetkin in de Oostmeers;
- de Vlamingstraat in het stadscentrum.

Deze laatste straatnaam kwam al vroeg voor:
- 1259: in platea Flammingorum;
- 1288: pro calceia in vico Flammingorum;
- 1315: Vlamincpoortstrate.

Het woord Vlaming of Vlamingen (dat trouwens ook buiten Vlaanderen in straatnamen voorkomt, zoals in Antwerpen, Leuven, Hasselt, Kortrijk, Maldegem en Boulogne-sur-Mer), heeft niets met de inwoners van het graafschap Vlaanderen te maken.
'Vlaming' (afgeleid van 'Flamma') betekende laagliggende moerasgrond of overstroomd land en daar had Brugge in de middeleeuwen geen tekort aan. Met De Vlaming of Vlaminghoek bedoelde men de ganse moerassige vlakte tussen de eerste vestingen van de stad Brugge en de Ieperleet (thans Oostendse vaart) en bij uitbreiding de bewoner van dat overstroomde land.
Ook elders heeft Karel De Flou talrijke moerassige gronden genoteerd, die als 'vlamynck' werden aangeduid, zoals in Hazebroek, Langemark, Houtave, Snellegem, Pittem, Oostkamp, Cadzand enz. Ook heel wat straatnamen, of namen van hofsteden, wijken, sluizen, stukken land, akkers, polders, wezen naar in oorsprong moerassige grond.
In Brugge bestonden nog drie kleinere Vlaminckstraetkins: bij de Balsemboomstraat, bij de Hauwersstraat en op het einde van de Potterierei naast de Speipoort. Nadat de oorspronkelijke betekenis verloren ging, overleefde de naam alleen in de huidige Vlamingstraat en werd zeker al in de 16de eeuw begrepen als de straat van de Vlamingen. Een document uit 1537 vermeldt: en la rue des Flandres, dicte de Vlamyncstrate.
De Vlamingstraat liep oorspronkelijk van de Markt tot aan het Beursplein. Het tweede deel, dat van het Beursplein tot aan de Vlamingbrug liep, heette tot op het einde van de 18de eeuw de Korte Vlamingstraat. De humanist Juan Luis Vives en de schilder Adriaen Isenbrant hebben in de Korte Vlamingstraat gewoond. De naam Beursplein deemsterde weg en kwam niet meer voor toen officiële namen aan straten en pleinen werden gegeven. Dit bracht meteen mee dat de Vlamingstraat de 'Korte' Vlamingstraat inpalmde.
Ter gelegenheid van de bouw van de Stadsschouwbrug werd de Vlamingstraat grondig aangepast. Hierdoor veranderde het straatbeeld in sterke mate.

## Herbergen en natiehuizen
De Vlamingstraat was druk bezet met herbergen geleid door makelaars en vaak voorzien van een gelagzaal of wijntaverne. Zo vond men er:
- De Munte (nu nummer 11), bekend sinds de dertiende eeuw,
- Ramon (nu nummer 7), met een kelder die doorliep onder de straat,
- Ter Beurse (nu nummer 35) was vanaf de dertiende eeuw de zetel van de makelaarsfamilie Van der Beurse.

Daarnaast waren er de natiehuizen, die ook over wijntavernen beschikten:
- De Genuese loge,
- De Florentijnse loge,
- De Venetiaanse loge.

De twee eerste gebouwen zijn tot op heden als monument in ere gehouden.

## Bekende bewoners
- Robert Ancot, advocaat, senator
- Boitquin, de scherprechtersfamilie
- Paul de Cock, schilder, directeur Kunstacademie
- Hubert de Cock, architect
- Jacob Le Mair, kunstschilder

## Pleinen
Binnen de Vlamingstraat komen een paar verbredingen voor die de allure hebben van een klein plein, maar qua naamgeving integraal deel uitmaken van de Vlamingstraat.
- De naam Schouwburgplein wordt weleens gegeven aan de plaats vlak voor de Stadsschouwbrug, waar een standbeeld van Papageno staat. Deze naam heeft echter enkel een informele betekenis.
- Tegenover de Schouwburg ligt ook een pleintje met op de grond bronzen platen met daarop de eerste regels van Die Zauberflöte ("Der Vogelfänger bin ich ja", Papageno). Ook dit plein behoort volledig tot de Vlamingstraat. Ook de heel korte straat (tiental m.) die naar het Kraanplein, loopt, behoort tot de Vlamingstraat.
- De Beurze of Ter Beurze (zonder plein) is een benaming die tot in de 18e eeuw voor het pleintje tegenover het huis Ter Beurze gebruikt werd, in de 19de eeuw Oude Beurzeplaats werd, maar later verdween.